# Smithfield (North Carolina)
Smithfield is een plaats (town) in de Amerikaanse staat North Carolina, en valt bestuurlijk gezien onder Johnston County.
Smithfield is de geboorteplaats van Gregory Helms. Ook actrice Ava Gardner werd op korte afstand van deze plaats geboren. Jaarlijks wordt er daarom het Ava Gardner Film Festival gehouden, ter nagedachtenis aan deze actrice.

## Demografie
Bij de volkstelling in 2000 werd het aantal inwoners vastgesteld op 11.510.
In 2006 is het aantal inwoners door het United States Census Bureau geschat op 12.271, een stijging van 761 (6,6%).

## Geografie
Volgens het United States Census Bureau beslaat de plaats een oppervlakte van
29,6 km², geheel bestaande uit land.

## Plaatsen in de nabije omgeving
De onderstaande figuur toont nabijgelegen plaatsen in een straal van 12 km rond Smithfield.

## Geboren in Smithfield
- Ava Gardner (1922-1990), actrice